# John Bradbury
John Bradbury, detto Brad (16 febbraio 1953 – 28 dicembre 2015), è stato un batterista e produttore discografico britannico.
È principalmente conosciuto per essere stato il batterista del gruppo ska inglese The Specials. È stato fra i fondatori, a metà anni novanta dei Big 5.